# Deepwater (film)
Pour l’article homonyme, voir Deepwater (homonymie).
Pour plus de détails, voir Fiche technique et Distribution.
Deepwater est un film américain de genre thriller réalisé par David S. Marfield, sorti en 2005.

## Synopsis
Après avoir été victime d'un accident, Nat Banyon recherche un emploi dans une ferme du Wyoming. Sur sa route, il sauve la vie de l'excentrique Herman Finch. Pour le remercier, celui-ci l'héberge et lui propose un emploi : remettre à neuf son vieux motel.

## Fiche technique
- Titre : Deepwater
- Titre original : Deepwater
- Réalisation : David S. Marfield
- Scénario : David S. Marfield (basé sur Deepwater de Matthew F. Jones
- Montage : Eric Strand
- Photographie : Scott Kevan
- Musique : Charlie Clouser
- Production : Monarch Home Video (en) te Lightning Entertainment (en)
- Sortie : 9 juin 2005 (Festival international du film de Seattle)

## Distribution
- Lucas Black (VF : Hervé Rey) : Nat Banyon
- Peter Coyote (VF : Hervé Bellon) : Herman Finch
- Mia Maestro (VF : Barbara Delsol) : Iris
- Lesley Ann Warren (VF : Anne Jolivet) : Pam
- Xander Berkeley (VF : Julien Thomast) : Gus
- Jason Cerbone (VF : Stéphane Marais) : Sal
- Kristen Bell (VF : Céline Ronté) : Laurie
- Michael Ironside (VF : Philippe Dumond) : Walnut
- Ben Cardinal (VF : Patrick Floersheim) : Petersen
- Brett Watson (VF : Ludovic Baugin) : l'officier Newhall
- David Ross (VF : Michel Fortin) : le shérif Stoddard
- Dee Snider (VF : Patrick Floersheim) : le barman

Source et légende : version française (VF) sur Doublagissimo